# Suppression de ressources en ligne par le gouvernement des États-Unis

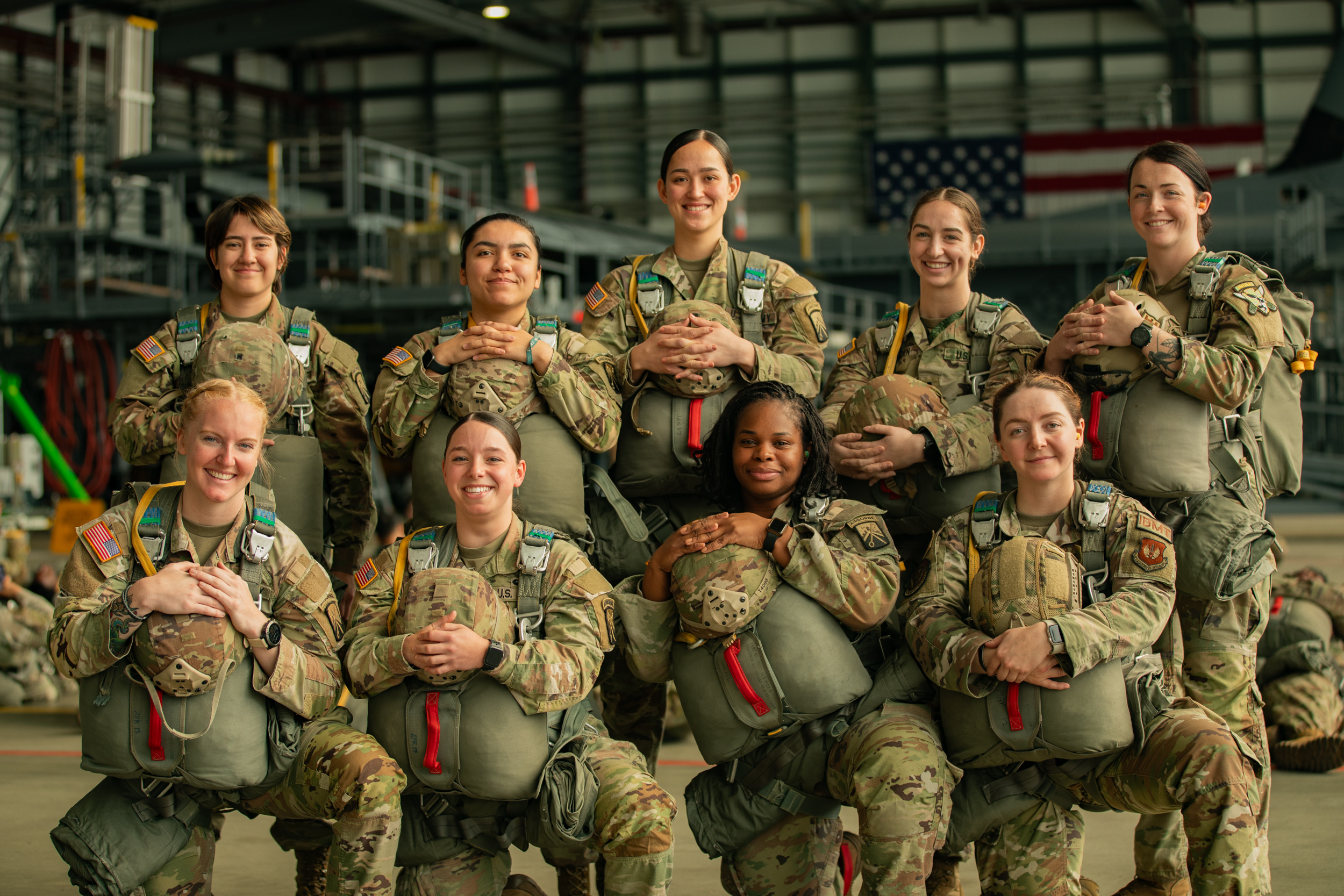
Exemple de photo supprimée par l'administration du président Donald Trump sur le site du Defense Visual Information Distribution Service : des militaires féminines de l'armée de l'air et de l'armée de terre participent à un saut en ligne statique pour commémorer le rôle des femmes dans les forces armées et célébrer le mois de l'histoire des femmes.

La suppression de ressources en ligne du gouvernement des États-Unis en 2025 est une série de suppressions et de modifications de pages web et d'ensembles de données dans plusieurs agences fédérales des États-Unis à partir de janvier 2025. Résultant des executive orders du président Donald Trump, les organisations gouvernementales suppriment ou modifient plus de 8 000 pages web et environ 3 000 jeux de données. Les changements affectent principalement le contenu lié aux initiatives de diversité, équité et inclusion (DEI), à l'identité de genre, à la recherche en santé publique, à la politique environnementale et à divers programmes sociaux (en). Parmi les principales agences concernées, citons les centres pour le contrôle et la prévention des maladies, qui ont vu plus de 3 000 pages modifiées ou supprimées, et le bureau du recensement, qui a supprimé environ 3 000 pages de documents de recherche. Bien que certains contenus aient été rétablis par la suite, les modifications représentent des changements significatifs dans l'accessibilité des données du gouvernement fédéral et suscitent des recours juridiques de la part de groupes de défense des soins de santé.

## Contexte
Les agences du gouvernement des États-Unis partagent des données ouvertes pour de nombreuses utilisations. De nombreuses applications civiques, technologiques, de recherches et commerciales reposent sur l'accès aux données gouvernementales. La suppression d'un ensemble de données peut être une opération de maintenance utile ou le résultat d'une mauvaise pratique d'archivage. Il existe peu de réglementation gouvernementale sur la gestion des ensembles de données, et il peut donc être difficile de déterminer à quel moment un contenu est supprimé,. Il est également difficile de déterminer les raisons des suppressions et leur importance. Toutes les administrations apportent des modifications aux sites web publics, mais il existe peu de recherches sur l'ampleur des changements typiques. Par le passé, on a spéculé sur le fait que les changements de gouvernement précédents entraîneraient une suppression de l'accès aux données, mais ces suppressions n'ont pas eu lieu.
En 2009, Data.gov est créé pour améliorer l'accès du public aux ensembles de données de grande valeur, lisibles par machine, générés par la branche exécutive du gouvernement fédéral. En 2019, l'OPEN Government Data Act (en) ordonne aux agences de partager les données qui pourraient être utilisées pour évaluer l'efficacité de leurs programmes et pour guider l'élaboration des politiques. Plusieurs agences fédérales publient des données sur leurs propres sites web.
En 2019, Donald Trump promulgue la loi « Foundation for Evidence-Based Policymaking Act », qui établit un système d'utilisation des données pour élaborer des politiques fondées sur des données probantes. La deuxième administration de Trump marque un tournant radical par rapport à cette loi adoptée au cours de sa première administration.
Fin janvier 2025, les organisations relevant du Département de la Santé et des Services sociaux des États-Unis (HHS) interrompent  leur communication externe pendant le processus d'examen et d'établissement des priorités.

## Contenu supprimé et modifié
Le 29 janvier 2025, l'Office of Personnel Management (OPM) ordonne aux agences de se conformer au décret du président Trump, Défendre les femmes contre l'extrémisme de l'idéologie du genre et rétablir la vérité biologique au sein du gouvernement fédéral, qui exige que les agences fédérales « reconnaissent que les femmes sont biologiquement féminines et les hommes biologiquement masculins »,,.  Les organisations sont invitées à mettre fin à tout programme et à retirer tout média, document, matériel, communication et déclaration orientés vers l'extérieur qui promeuvent « l'idéologie du genre (en) », et ce avant le 31 janvier,.
Les agences agissent également rapidement pour se conformer au décret présidentiel intitulé Mettre fin aux programmes gouvernementaux radicaux et inutiles de la DEI et à l'octroi de préférences (en) en supprimant les termes interdits de leurs sites web,. Le site Census.gov est mis hors ligne pour tenter de se conformer aux décrets Réévaluer l'aide étrangère (en) et « Défendre les femmes ». Les suppressions et modifications d'informations reflètent les changements de politique préconisés par la campagne présidentielle de Donald Trump en 2024
Les données supprimées portent sur des sujets liés à la diversité, à l'équité et à l'inclusion (DEI), au Covid long, au VIH ou Sida, aux vaccins, aux personnes transgenres et à l'identité de genre,,, à l'aide étrangère (en), à la justice environnementale,,,, à la gestion des urgences, à l'emploi et à l'assaut du Capitole par des partisans de Donald Trump. Le 2 février 2025, le retrait de contenu concerne plus de 8 000 pages web sur plus d'une douzaine de sites gouvernementaux. Selon le New York Times, les pages retirées représentent environ 0,1 % de l'ensemble des pages web du gouvernement américain.
Certaines pages web et certains documents restent accessibles, mais elles sont dépouillés de la terminologie relative aux sujets interdits,,. Des termes sont remplacés sur de nombreuses pages web du gouvernement ; « changement climatique » est souvent remplacé par « résilience climatique », « LGBTQ » par « LGB », et « personnes enceintes » par « femmes enceintes »,. Selon le Washington Post, la modification la plus fréquente des pages web consiste à supprimer les termes liés à la DEI.
Les modifications apportées aux sites web affectent également des pages web plus anciennes, telles que la description d'une conférence en 2021 et une lettre des secrétaires de cabinet en 2022. Le Washington Post rapporte que certaines pages semblent avoir été modifiées par erreur ; le mot « diverse » a ainsi été supprimé d'une page décrivant l'étendue de la collection muséale du département de l'Intérieur.

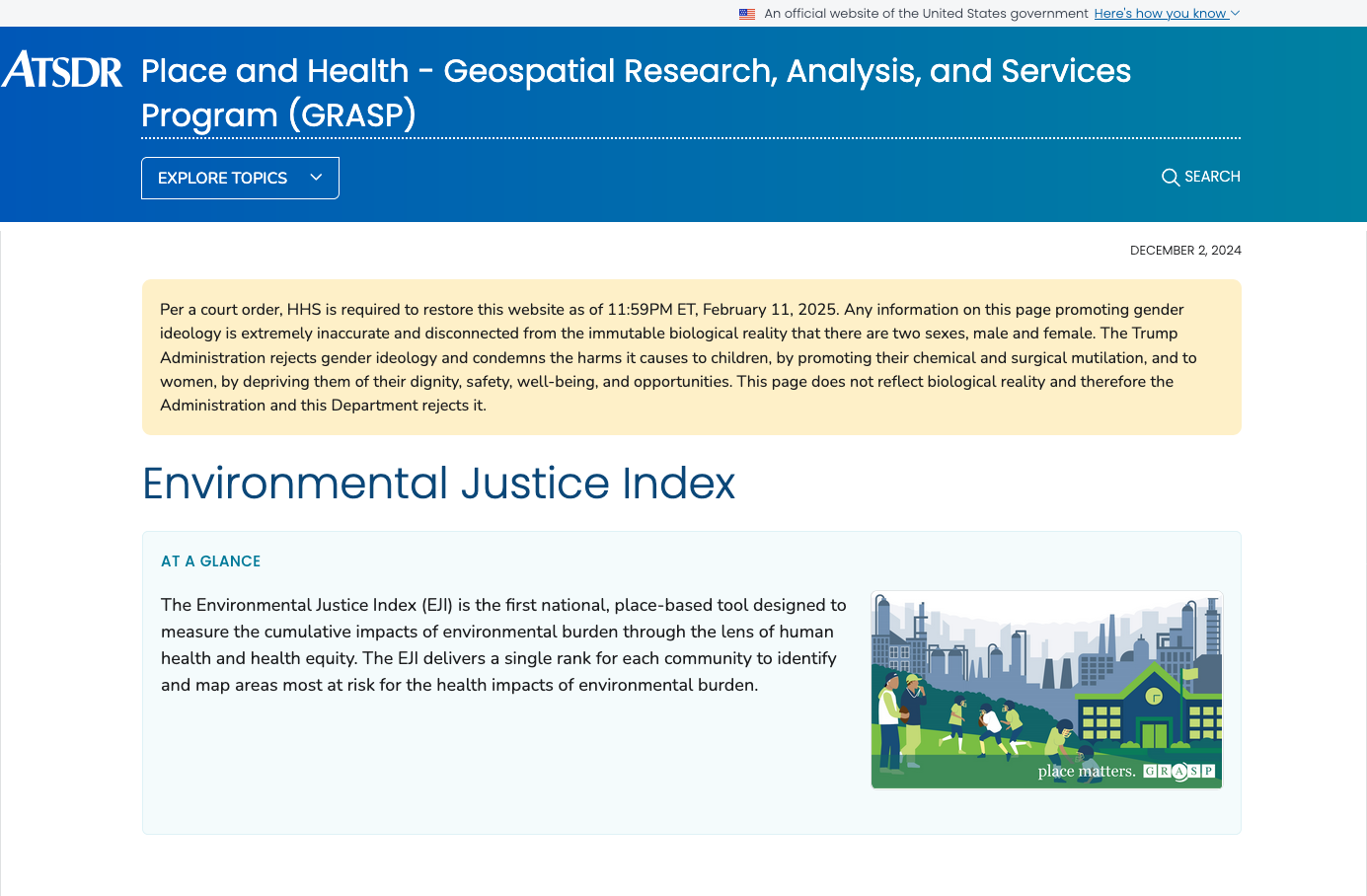
Capture d'écran du site web de l'index de justice environnementale des Centres pour le contrôle et la prévention des maladies, avec un avertissement selon lequel toute information sur cette page promouvant l'idéologie du genre est extrêmement erronée.

### Sites des Centres pour le contrôle et la prévention des maladies
Depuis le 2 février, plus de 3 000 pages du site web des Centres pour le contrôle et la prévention des maladies (CDC) sont modifiées ou supprimées, dont des milliers de documents de recherches sur les maladies chroniques, les infections sexuellement transmissibles, la maladie d'Alzheimer, la prévention des overdoses, la santé des adolescents (en) et les soins reproductifs,.
Les directives de vaccination pour les femmes enceintes ont également été retirées du site web du CDC, ce qui, selon le New York Times, pourrait être dû à l'utilisation du terme non sexiste « femmes enceintes ». Un employé a déclaré qu'étant donné que les pages web relatives au VIH font souvent référence au sexe, ils ont dû « tout retirer pour respecter le délai ».
Certaines données sont rétablies par la suite, comme l'outil Atlas pour le suivi des maladies infectieuses telles que le VIH et les IST et les informations sur le système de surveillance des comportements à risque des jeunes. Le 6 février, le site web du CDC affichait l'avis suivant : « Le site web du CDC est en cours de modification pour se conformer aux décrets du président Trump ».

### Sites consacrés à la science et à la recherche
En janvier, la NASA a entrepris une vaste opération de suppression des contenus liés à la DEI sur ses sites web destinés au public. Une directive interne a demandé aux employés de « tout laisser tomber » et d'éliminer immédiatement les références à des termes tels que « DEIA », « peuples indigènes », « justice environnementale », « groupes/personnes sous-représentés », et les contenus ciblant spécifiquement les femmes, y compris les contenus sur les « femmes dirigeantes »,
. Cette purge a entraîné la suppression de divers documents, notamment des entretiens avec des employés noirs et féminins de la NASA, des contenus liés aux LGBTQ et deux bandes dessinées créées par la NASA sur des femmes astronautes,.
Plus de 3 000 pages du site web du Bureau du recensement des États-Unis sont supprimées le 2 février, notamment des articles classés dans la catégorie recherche et méthodologie. Des pages relatives à la gestion des données et à la documentation sur les enquêtes et les ensembles de données ont également été effacées.
L'Agence américaine des produits alimentaires et médicamenteux (FDA) a supprimé plus de 100 pages depuis le 2 février, dont des dizaines de lignes directrices réglementaires sur des sujets tels que l'accroissement de la diversité dans les essais cliniques et le risque de dépendance et d'abus dans les études sur les médicaments.
Près de 50 documents de recherche de l'Office de l'information scientifique et technique (en), qui fait partie du Département de l'Énergie, ont été supprimés le 2 février. Les documents supprimés couvrent un large éventail de sujets, tels que la chimie, l'optique et la médecine expérimentale.
Vingt pages du site web du National Institute of Standards and Technology (Institut national des normes et de la technologie) ont été supprimées le 2 février, dont une page décrivant la politique de tolérance zéro de l'organisation en matière de harcèlement.
L'outil de cartographie et de sélection de la justice environnementale, EJScreen, a été supprimé de l'Agence de protection de l'environnement des États-Unis le 5 février, ainsi que plusieurs pages connexes. Public Environmental Data Project (PEDP) a publié une reconstitution de l'une de ses versions précédentes.
En mars 2025, un ordre exécutif inconnu signé par le président Donald Trump entraîne la suppression du document NOAA Radar Next Program Overview des serveurs de la NOAA.
La NOAA tient une liste des ressources et des produits qu'elle retire. Le 31 mai, toute l'équipe de climate.gov est licenciée, ce qui en entraîne probablement la fermeture du site. Les rapports de l'évaluation nationale du climat (en), mandatée par le Congrès en vertu de la loi de 1990 sur la recherche en matière de changement climatique (en), ont été mis hors ligne et les 400 scientifiques travaillant sur l'évaluation de 2027 ont été licenciés.

### Sites sur la justice et la criminalité
Au moins 1 000 pages de l'Office of Justice Programs (en) (Office des programmes de justice), un organisme de recherche sur la prévention de la criminalité, ont été supprimées le 2 février. Il s'agit notamment d'informations sur la violence dans les relations amoureuses entre adolescents et d'un article de blog concernant des subventions destinées à lutter contre les crimes de haine.
Le département de la Justice (DOJ) a supprimé plus de 180 pages au 2 février, y compris toutes les données criminelles au niveau de l'État et sept pages contenant des informations sur les crimes de haine anti-LGBTQ.
Le Marshals Service a vu deux pages supprimées, relatives aux normes des établissements pénitentiaires et aux exigences en matière de préparation physique.
La National Law Enforcement Accountability Database (en), qui répertoriait les fautes commises par les agents de la police fédérale, est supprimée le 20 février.
En mars 2025, le départment de la Justice a supprimé la page concernant une étude montrant que les immigrés sans papiers commettent moins de crimes que les citoyens.

### Sites des soins de santé et services sociaux
Le 2 février, plus de 200 pages de Head Start, un programme fédéral américain d'aide à la garde d'enfants à faibles revenus, sont supprimées, notamment des conseils sur la mise en place de routines familiales et des orientations visant à prévenir la dépression périnatale. Ces suppressions font suite au gel des fonds fédéraux alloués au programme (en) quelques jours plus tôt,.
Au 2 février, près de 150 pages avaient été retirées du site web de l'Administration des services de santé mentale et d'abus de substances (en). Parmi elles, plus de 50 communiqués de presse sur l'utilisation d'une ligne d'assistance téléphonique à la suite d'une fusillade ou d'une catastrophe naturelle.
L'Administration des ressources et services de santé (en) a supprimé 18 pages de son site web le 2 février, dont des informations sur le vaccin Mpox (Variole simienne) et la dépendance aux opioïdes chez les femmes (en).
Trois pages du Département des anciens combattants ont été supprimées le 2 février, notamment des informations sur les soins de santé dispensés aux anciens combattants appartenant à des minorités et aux LGBTQ, ainsi que sur l'équité du Southeast Louisiana Veterans Health Care System.
ReproductiveRights.gov, un site web du HHS fournissant des informations sur les soins reproductifs, a été mis hors ligne,. Le site Web avait été lancé par l'administration Biden après l'annulation de l'arrêt Roe v. Wade (Droit à l'avortement).
Le 13 février, Garey Rice, le principal secrétaire adjoint aux opérations du HHS, déclare que les employés du Département de l'Efficacité gouvernementale (DOGE) greffés à l'agence ont « un accès complet à tous les dossiers, logiciels et systèmes informatiques non classifiés de l'agence » et sont chargés, entre autres, de « détruire ou d'effacer les données ou informations copiées du HHS lorsqu'elles ne sont plus nécessaires à des fins officielles ».
Depuis le 4 avril 2025, plus de 20 référentiels de données des National Institutes of Health (NIH) affichent des en-têtes indiquant que « Ce référentiel est en cours d'examen en vue d'une modification potentielle en conformité avec les directives de l'administration ». Ces dépôts contiennent des pétaoctets de données utilisées pour la recherche en santé publique dans divers domaines, notamment le cancer, l'imagerie cérébrale, les études sur le sommeil, la maladie d'Alzheimer, le vieillissement, le COVID-19 et le VIH.
De nombreux ensembles de données ne peuvent pas être archivés par des chercheurs extérieurs car ils sont régis par des accords d'utilisation des données qui doivent être conformes à la loi sur la portabilité et la responsabilité de l'assurance maladie (HIPAA). En avril 2025, l'administration Trump supprime le centre en ligne pour les ressources fédérales COVID-19, y compris COVID.gov, et COVIDtests.gov (en), le remplaçant par une page de renvoi promouvant la théorie de la fuite du laboratoire COVID-19,,.

### Autres sites
L'Internal Revenue Service a supprimé plus de 25 pages depuis le 2 février, y compris un formulaire que les écoles privées étaient tenues de soumettre chaque année pour certifier qu'elles ne se sont pas livrées à la discrimination raciale.
Le Bureau de la protection financière des consommateurs (Consumer Financial Protection Bureau) supprime 386 vidéos de sa chaîne YouTube officielle, ainsi que d'autres réseaux sociaux. Sa page d'accueil est supprimée.
Depuis le 2 février, 18 pages ont été retirées du site du Bureau américain des brevets et des marques de commerce, dont des informations sur des inventeurs et des entrepreneurs vétérans, ainsi qu'un programme d'enseignement sur la propriété intellectuelle destiné aux lycéens.
Le 2 février, le Département de l'Intérieur a supprimé huit pages de son site web, dont plusieurs contenaient des informations sur des initiatives en matière de politique environnementale. Le New York Times a émis l'hypothèse que certaines de ces pages avaient été supprimées en raison de l'utilisation de l'expression « justice environnementale ».
Le Service des parcs nationaux a supprimé toutes les références à l'existence des personnes transgenres de ses pages web consacrées au monument national de Stonewall (New-York), aux émeutes de Stonewall (1969) et à l'histoire des personnes LGBTQ+, en remplaçant l'acronyme « LGBTQ+ » par « LGB ».
Depuis le 3 février, quatre pages de la Commission de réglementation nucléaire ont été supprimées, y compris un aperçu des initiatives de la Commission en matière d'égalité des chances et de diversité.
Le site web de l'Office of Minority Health and Health Equity de la FDA (en français : Bureau de la santé des minorités et de l'équité en matière de santé a été supprimé, et le site web de l'Office of Equity, Diversity and Inclusion des NIH (Bureau de l'équité, de la diversité et de l'inclusion) redirige désormais vers une page web sur l'égalité des chances en matière d'emploi,.
Tout le contenu en espagnol du site de la Maison-Blanche, Whitehouse.gov, a été supprimé, comme il l'avait été après la première investiture du président Trump,. L'Association des académies de la langue espagnole a publié une déclaration commune critiquant la suppression, notant l'importance de l'espagnol en tant que deuxième langue la plus parlée aux États-Unis, en particulier à Porto Rico. Les signataires comprennent les académies nord-américaine (en) et portoricaine de la langue espagnole (en).
Les conseils aux voyageurs internationaux figurant sur le site web du département d'État remplacent leur formulation sur les « voyageurs LGBTQ+ » par une formulation sur les « voyageurs LGB » et suppriment toute référence à la sécurité et aux autres problèmes rencontrés par les Américains transgenres dans d'autres pays.
Des milliers d'images de héros de guerres et militaires ont été signalées comme devant être purgées par le ministère de la Défense.
Le cimetière national d'Arlington a supprimé des dizaines de pages de son site web. Certaines d'entre elles identifiaient les tombes de militaires noirs, hispaniques et féminins notables, et d'autres contenaient du matériel éducatif,.
Le 18 mars, plus de 300 messages ont été supprimés des blogs de la FTC consacrés à l'orientation des entreprises, notamment ceux faisant état des poursuites engagées par Lina Khan contre les géants de la technologie.
Le 6 avril 2025, le Washington Post rapporte que le National Park Service avait révisé une page web sur le chemin de fer clandestin pour supprimer une citation et une image d'Harriet Tubman, militante antiesclavagiste, abolitionniste et antiraciste américaine, puis féministe et militante des droits civiques, ainsi que le mot « esclavage » dans le premier paragraphe. Suite au tollé provoqué par la diffusion des modifications, celles-ci sont annulées le lendemain. Un porte-parole du National Park Service déclare que « les modifications apportées à la page du chemin de fer clandestin sur le site web du National Park Service ont été effectuées sans l'approbation de la direction du NPS ni de la direction du département ».

### Jeux de données
En janvier 2025, le gouvernement américain supprime environ 3 000 jeux de données de diverses plateformes. De nombreux jeux de données supprimés proviennent du Département de l'Énergie, de la National Oceanic and Atmospheric Administration (Agence américaine d'observation océanique et atmosphérique) et de l'Agence de protection de l'environnement.
| Jeux de données concernés                                           |                                                                                                   |                                                                                   |        |
| Jeu de données                                                      | Description                                                                                       | Organisation                                                                      | Notes  |
| Système de surveillance des facteurs de risque comportementaux (en) | Enquête nationale sur la santé largement utilisée                                                 | Centres pour le contrôle et la prévention des maladies                            | [ 8 ]  |
| Système de surveillance des comportements à risque des jeunes (en)  | Élèves du secondaire déterminant social de santé.                                                 | Centres pour le contrôle et la prévention des maladies                            | ,      |
| AtlasPlus (Centres pour le contrôle et la prévention des maladies)  | HIV, hépatite virale, IST et prévention de la tuberculose, déterminants sociaux de la santé.      | Centres pour le contrôle et la prévention des maladies                            | [ 8 ]  |
| PEPFAR Dashboard                                                    | Programmes du PEPFAR                                                                              | Département d'État, United States Global AIDS Coordinator (en)                    | [ 8 ]  |
| Enquêtes démographiques et de santé                                 | Données sur la population, la santé, le VIH et la nutrition provenant de nombreux pays.           | Agence des États-Unis pour le développement international, ICF International (en) | [ 8 ]  |
| foreignassistance.gov                                               | Données sur l'aide étrangère par pays, budget, dépenses, programme                                | Département d'État, Agence des États-Unis pour le développement international     | [ 8 ]  |
| Enquêtes d'opinion auprès des ménages                               | COVID long                                                                                        | Centres pour le contrôle et la prévention des maladies                            | [ 15 ] |
| Indice de vulnérabilité sociale (en)                                | Frustration relative                                                                              | Centres pour le contrôle et la prévention des maladies                            | ,      |
| Indice de justice environnementale                                  | Identifie les zones « les plus exposées aux effets de la charge environnementale sur la santé »". | Centres pour le contrôle et la prévention des maladies                            | ,      |
| Situation de l'emploi                                               | Chômage aux États-Unis. (en)                                                                      | Bureau of Labor Statistics                                                        | [ 13 ] |
| Casiers judiciaires fédéraux                                        | Assaut du Capitole par des partisans de Donald Trump                                              | Département de la Justice des États-Unis                                          | [ 62 ] |

## Réponses juridiques
L'organisation Doctors for America (en), regroupant des médecins et des étudiants en médecine, poursuit le gouvernement américain en justice afin de rétablir l'accès aux informations sanitaires, arguant que « la suppression de ces informations prive les chercheurs de l'accès à des informations nécessaires au traitement des patients [...] et à l'élaboration de pratiques et de politiques visant à protéger la santé des populations vulnérables et du pays dans son ensemble ». En réponse, un juge fédéral rend une ordonnance restrictive, le 11 février 2025, exigeant la restauration de certains sites web du ministère de la Santé et des Services sociaux, du CDC et de la FDA,.
L'American Federation of Teachers, l'association Minority Veterans of America et le groupe Public Citizen Litigation Group (en) intentent également des poursuites judiciaires,.

## Réactions
Les représentants de l'Association américaine pour la population (en), du Conseil des associations professionnelles sur les statistiques fédérales et de l'Association des utilisateurs de données publiques expriment leur désapprobation face à la suppression des données. La présidente de l'APDU, Amy O'Hara, décrit une « course effrénée » alors que les chercheurs cherchent des copies des données supprimées.
Molly Irwin, ancienne responsable de l'évaluation au Département d'État américain du Travail et membre du conseil d'administration de la Data Foundation, met en garde contre les dangers liés à la suppression de données gouvernementales essentielles. Elle souligne que les données gouvernementales constituent un élément essentiel permettant aux responsables politiques et aux analystes d'évaluer si une politique particulière fonctionne comme prévu.
Le marché boursier, le marché obligataire et la Réserve fédérale prennent tous continuellement des décisions basées sur les données relatives à l'emploi. Ces données sont généralement stables, mais toute modification de celles-ci réduit la confiance dans les données économiques. L'incertitude encourage également les théories du complot qui considèrent que les données gouvernementales sont intentionnellement erronées à des fins malveillantes. De plus, les entreprises s'appuient sur les données gouvernementales, qui sont essentiellement gratuites, dans le cadre de leurs propres activités, de leur planification, de leurs produits et de leurs services. L'entreprise Zillow, par exemple, utilise les données gouvernementales pour générer ses produits d'information et d'analyse immobilières.
Les scientifiques réagissent en déclarant qu'ils rétabliront l'accès à certaines données, mais cela n'est pas chose facile. L'Internet Archive, consacré à l’archivage du Web, a réussi à archiver de nombreux ensembles de données sur la santé. L'Internet Archive contribue également à l'effort du consortium visant à développer le projet End of Term Web Archive (en), qui tente de copier toutes les publications gouvernementales à la fin de chaque mandat présidentiel,
. Des organisations telles que l'IPUMS (en), qui assure la conservation, l'intégration et l'harmonisation des données, constituent une source importante pour les données précédemment supprimées.
La bibliothèque de la faculté de droit de Harvard héberge les archives de Data.gov,,. La Chan School (en) a mis en miroir les dossiers de santé publique. Le laboratoire d'innovation de la bibliothèque juridique a déclaré avoir réussi à sauvegarder 311 000 ensembles de données, copiés entre 2024 et 2025. Une coalition d'organisations spécialisées dans les données a lancé le projet Data Rescue (en) « en tant que centre d'échange pour les efforts liés à la sauvegarde des données »,.
George Benjamin, directeur de l'Association américaine de santé publique (en), déclare que ces suppressions peuvent rendre plus difficile le suivi des maladies infectieuses telles que le VIH et la variole du singe. Il exprime également sa crainte que, même si les données étaient restaurées, les nouvelles données ne soient pas collectées, ce qui nuirait aux recherches futures.
Le directeur du secrétariat exécutif des National Institutes of Health (NIH), Nate Brought, a déclaré que les décrets de Donald Trump étaient en contradiction avec les recherches approfondies et les conclusions des NIH concernant la sexualité et le genre. Dans une lettre adressée au directeur des NIH et à d'autres hauts fonctionnaires, Nate Brought les exhorte à refuser d'appliquer les directives du président.
Des groupes tels que Free Government Information ont vivement critiqué la suppression des données et des ressources gouvernementales par l'administration Trump et ont commencé à organiser des initiatives visant à collecter et à préserver les données du gouvernement fédéral.  De même, le groupe PEGI (Preservation of Electronic Government Information) a exprimé le même sentiment d'urgence quant à la nécessité de collecter et de sauvegarder les données avant qu'elles ne soient supprimées des sites officiels du gouvernement. Des initiatives collectives locales telles que le projet Data Rescue ont été lancées afin de coordonner ces différents efforts de sauvegarde des données.